# فرجينيا ستابلوم
فرجينيا ستابلوم (من مواليد 17 فبراير 1998) هي عارضة أزياء وملكة جمال إيطالية توجت بمسابقة  ملكة جمال الكون إيطاليا 2022. ستمثل إيطاليا في ملكة جمال الكون 2022.

## روابط خارجية
- Sito ufficiale di Miss Universo Italia
- فرجينيا ستابلوم على إنستغرام